# Dicranomyia (Dicranomyia) thixis
Dicranomyia (Dicranomyia) thixis is een tweevleugelige uit de familie steltmuggen (Limoniidae). De soort komt voor in het Neotropisch gebied.